# Аннигиляция (фильм)
«Аннигиляция» (англ. Annihilation) — научно-фантастический фильм режиссёра Алекса Гарленда. Сценарий основан на первой книге «Аннигиляция» трилогии «Southern Reach Trilogy» Джеффа Вандермеера, которая увидела свет в феврале 2014 года. В главной роли Натали Портман. В прокат в США вышел 23 февраля 2018 года.

## Сюжет
Главная героиня, биолог Лина (Натали Портман), подвергается допросу в некоем закрытом учреждении: Лина входила в состав экспедиции в аномальную зону — «Мерцание», но из всей экспедиции вернулась только она одна. «Мерцание» возникло после падения метеорита на старый маяк где-то на побережье США, и эта зона постепенно растёт, захватывая всё большую территорию.
Действие переносится на некоторое время назад: муж Лины Кейн (Оскар Айзек), военнослужащий Сил специального назначения Армии США, возвращается домой после года отсутствия, но не может объяснить, где он был и каким образом вернулся. В прошлом организация «Южный предел» направила в «Мерцание» множество экспедиций, но вернулся лишь Кейн; после встречи с Линой его состояние быстро ухудшается. Кейн с Линой едут в машине скорой помощи, но их останавливает отряд вооружённых людей, которые увозят Лину и Кейна в закрытое учреждение. Кейн находится в реанимации. Психолог Вентресс (Дженнифер Джейсон Ли) готовит новую — научную — экспедицию внутрь Мерцания, и Лина присоединяется к ней. Кроме Лины и Вентресс, в экспедиции участвуют ещё три женщины: физик Джози (Тесса Томпсон), геоморфолог Касс (Тува Новотны) и парамедик Аня (Джина Родригес). У каждой из них есть свои секреты: так, Вентресс неизлечимо больна раком, Джози скрывает многочисленные шрамы на плечах (самоповреждение), Касс недавно потеряла дочь от лейкемии, а Аня принимает наркотики.
На территории «Мерцания» оборудование для связи не работает, а экспедиция сталкивается с необычно мутировавшими растениями и животными: на Джози нападает аллигатор-альбинос со многими рядами зубов в пасти, как у акулы. На заброшенной военной базе группа находит видеопослание от предыдущей экспедиции — группы Кейна. Кейн вскрывает ножом брюшную полость другого солдата — его внутренности быстро двигаются, словно отдельное живое существо; группа Лины находит и вскрытый труп, превратившийся в разросшуюся колонию лишайников. Ночью на базу нападает медведь-мутант, который утаскивает Касс; позже Лина находит её тело с разорванным горлом. Изучая в заброшенном посёлке растения, принявшие формы людей, Джози предполагает, что «Мерцание» работает в качестве призмы для ДНК, искажая и меняя всё, что попадает в аномальную зону — собственные организмы участников экспедиции тоже меняются. Аня в паранойе разоружает других членов по экспедиции и привязывает их к стульям, обличая во лжи Лину и Вентресс. Вновь появляется медведь, который сбивает Аню с толку тем, что из его открытой пасти звучит крик о помощи Касс; зверь убивает Аню, но Джози удаётся освободиться и она расстреливает медведя-мутанта.
Вентресс покидает группу, направляясь к маяку — центру «Мерцания». Джози на глазах Лины превращается в цветущее растение, после чего Лина также отправляется к маяку по следам Вентресс, видя новые чудеса и тревожащие знаки. Внутри маяка она обнаруживает останки Кейна и видеозапись: Кейн совершает самоубийство, подрывая себя зажигательной гранатой, но после взрыва в кадре сразу же появляется другой Кейн — двойник, по-видимому, тот самый, что покинул «Мерцание». В подземелье, сотворённом упавшим метеоритом, Лина находит Вентресс, которая утверждает, что «оно» в ней, что оно не остановится, пока не захватит каждую живую клетку, и все ожидает распад, «аннигиляция». Тело Вентресс распадается на частицы, которые складываются в новый организм: сначала — необычное симметричное образование, похожее на фрактал Мандельброта, потом, поглотив каплю крови Лины, — безликого гуманоида с блестящей кожей. Лина пытается бежать, но существо не даёт героине выйти из башни, повторяя все её движения, и, в конце концов, копируя и облик. Лина находит среди вещей Кейна ещё одну гранату, кладёт её в руку двойника, вырывает чеку и убегает из маяка. Двойник загорается и идёт обратно вглубь маяка в подземелье, где он был создан, огонь распространяется. «Мерцание» вокруг маяка исчезает, а различные объекты, которые уже успели изменить своё строение и состав клеток в аномальной зоне, вспыхивают и сгорают.
Учёные позволяют Лине встретиться с пришедшим в себя двойником-Кейном: на вопрос-утверждение Лины «Ты не Кейн. Правда?» двойник отвечает «Не уверен». Он задаёт Лине ответный вопрос «А ты Лина?», но Лина не отвечает. Когда Лина и Кейн обнимаются, у них начинает меняться цвет радужки глаз — «Мерцание» продолжает существовать в их телах.

## В ролях
- Натали Портман — Лина, биолог
- Дженнифер Джейсон Ли — доктор Вентресс, психолог
- Тесса Томпсон — Джози Радек, физик
- Джина Родригес — Аня Торенсен, парамедик
- Тува Новотны — Касс Шепард, геоморфолог
- Оскар Айзек — Кейн, муж Лины и участник военной экспедиции в «Мерцание»
- Соноя Мидзуно — Кэти, студентка Лины
- Дэвид Гьяси — Даниэль, коллега Лины и её любовник
- Бенедикт Вонг — Ломакс, учёный, допрашивающий Лину

## Производство
26 марта 2013 года было объявлено, что Paramount Pictures планирует снять фильм на основе романа «Южный предел» Джеффа Вандермеера. В октябре 2014 года стало известно, что режиссёром фильма станет Алекс Гарленд. Рудин и Эли Буш должны были продюсировать фильм, а Алекса Гарленда, который ранее работал с Рудиным и Бушем над фильмом «Из машины», был нанят для написания сценария и постановки фильма в октябре 2014 года. Съёмки проходили весной и летом 2016 года.
Гарланд сказал, что его адаптация основана только на первом романе трилогии: «В тот момент, когда я начал работать над „Аннигиляцией“, вышла только одна из трёх книг. Я знал, что автор планировал её как трилогию, но была только рукопись первой книги. Я действительно не слишком много думал о трилогии». Гарланд сказал, что его работа сделана как «воспоминание о книге», а сценарий передаёт «природу снов» и тон книги. Вместо того, чтобы напрямую адаптировать книгу, Гарланд намеренно направил историю в своём направлении с разрешения Вандермеера. Гарланд не читал две другие книги и был обеспокоен тем, что ему нужно будет пересмотреть сценарий. Когда ему сообщили об элементах книг, то он выразил удивление по поводу некоторых сходств с фильмом.
Некоторые критики отметили, что фильм имеет сходство с научно-фантастическим романом «Пикник на обочине» и его экранизацией 1979 года «Сталкер» Тарковского. Кайл Андерсон из Nerdist Industries отметил ещё большее сходство с рассказом «Цвет из иных миров» (1927) Говарда Лавкрафта, который ранее экранизировался, в том числе как «Цвет» (2010) и «Цвет из тьмы» (2007). В рассказе описан сюжет о метеорите, который падает на ферму и вызывает зону серой пыли и мутации людей. Крис Маккой из Memphis Flyer сказал, что фильм Аннигиляция напоминает как «Цвет из космоса», так и роман «Пикник на обочине», а также фильм Сталкер. Вандермеер написал в своём твиттере, что оригинальный роман «на 100 % НЕ является данью уважения Пикнику / Сталкеру», а скорее основан на произведениях Дж. Баллард и Франца Кафки.

## Релиз
В декабре 2017 года стало известно, что «Аннигиляция» не будет показан в широком прокате. Paramount Pictures и Skydance Media заключили сделку со стриминговым сервисом Netflix о том, что фильм станет доступен подписчикам Netflix уже через 17 дней после премьеры картины в кинотеатрах США, намеченной на конец февраля 2018 года.
Причиной подобного решения стал конфликт между продюсерами «Аннигиляции». Глава Skydance Productions Дэвид Эллисон после неудачных тест-просмотров захотел перемонтировать ленту, которую счёл «слишком интеллектуальной» и «слишком сложной» для массового зрителя. Против него выступил продюсер Скотт Рудин, обладающий правом окончательного монтажа и ставший на защиту режиссёрской версии Гарленда. С целью избежать серьёзных финансовых потерь при прокате картины в кинотеатрах Paramount решил продать права на распространение фильма Netflix.
Премьера фильма в США состоялась 23 февраля 2018 года, а 12 марта 2018 года он стал доступен всем пользователям сервиса Netflix.

## Отзывы и оценки
Фильм получил преимущественно положительные оценки критиков. По данным Rotten Tomatoes, он получил 88 % положительных отзывов со средней оценкой 7,7 из 10 на основе 327 рецензий, по данным Metacritic средняя оценка составила 7,9 из 10. Многие сравнивали «Аннигиляцию» с фильмами «Сталкер» и «Нечто».
По итогам года многие издания включили «Аннигиляцию» в свои списки лучших фильмов года, например, Esquire, GamesRadar, ScreenRant, The Wired, Elle. «Мир фантастики» назвал «Аннигиляцию» лучшим научно-фантастическим фильмом года и поставила фильм на 4 место в списке лучших фильмов года.